# О нахождении (Цицерон)
О нахождении (лат. De inventione, с лат. — «О нахождении риторики», «О нахождении материала») — руководство для ораторов, которое Цицерон написал в молодости (84/83 до н.э.). По словам Квинтилиана, Цицерон считал эту работу устаревшей из-за своих более поздних сочинений. Из четырех книг до нас дошли только две. В трактате излагаются риторические методы, разработанные риторами для «изобретения», первого шага в написании речи. В тексте также дается определение понятия dignitas: dignitas est alicuius honoura et cultu et honore et verecundia digna auctoritas.
Хотя Цицерон не причислял его к своим выдающимся работам, трактат De inventione пользовался большим успехом в качестве учебника риторики во времена Римской империи и средневековья.
По просьбе Вильгельма Санто Стефано книга De Inventione была переведена на старофранцузский Иоанном Антиохийским в 1282 году.

## Публикации
- О нахождении риторики / Марк Туллий Цицерон. Пер.: Ледащев, М. М., Дуброва, П. А. 2020. - 163 с. - ISBN 978-5-6041041-4-9.